# 愛知県道・三重県道168号立田長島インター線

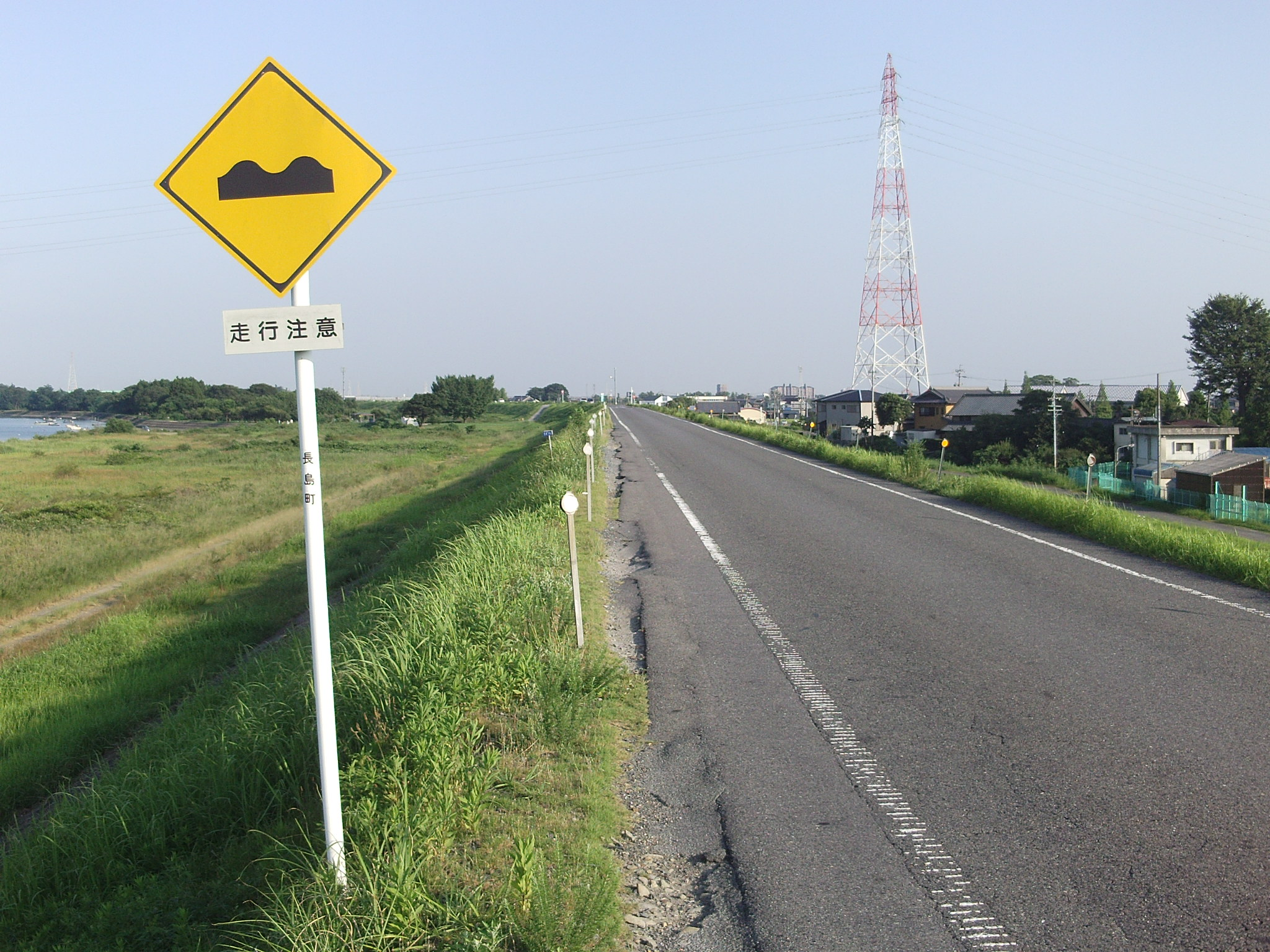
起点からしばらくは堤防道路が続く（左手に木曽川）。路肩には路面に凹凸がある箇所があり警戒が必要。（桑名市長島町）

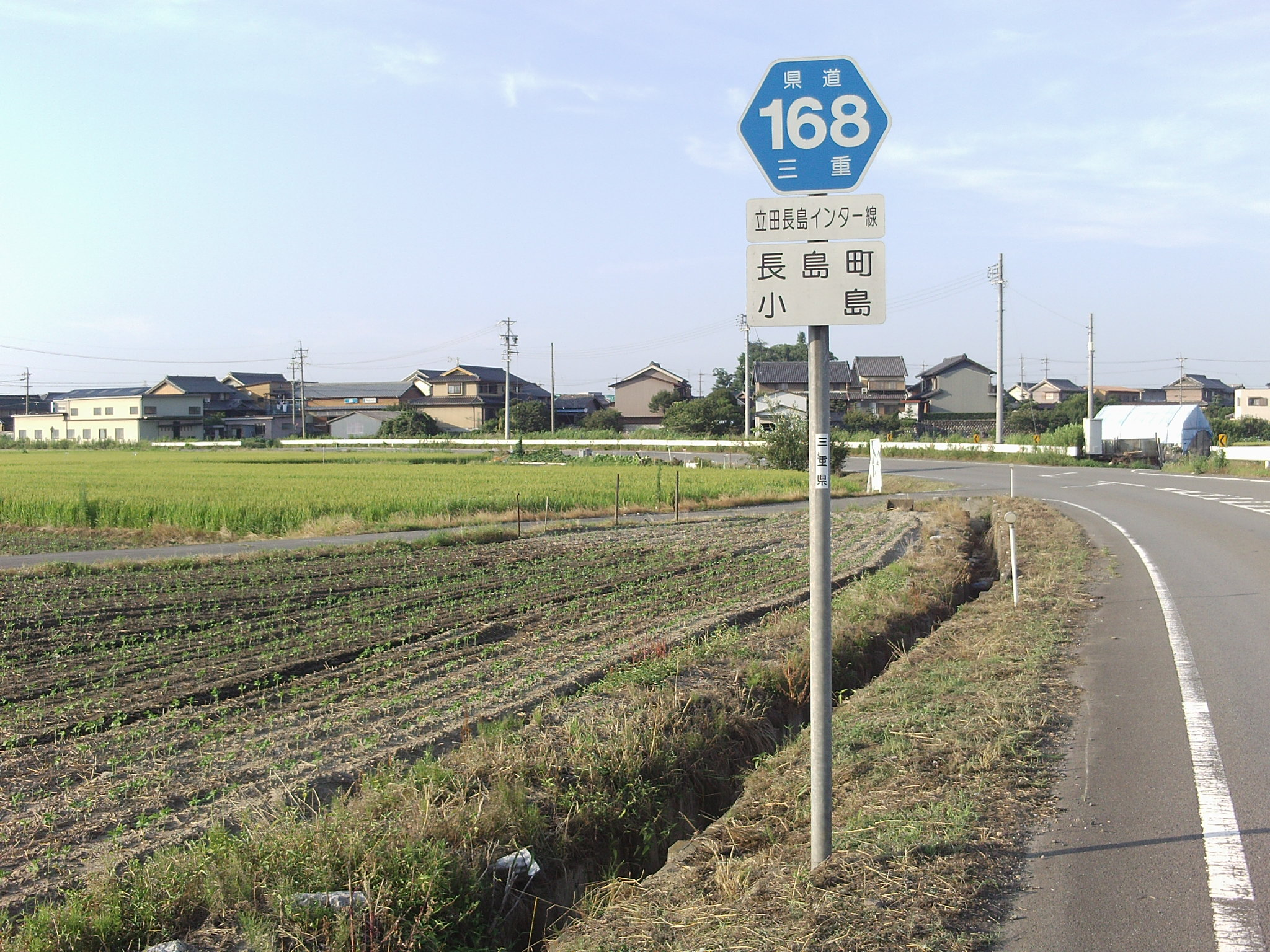
終点。この場所のすぐ手前に東名阪自動車道の長島インターチェンジがある。（桑名市長島町小島）

愛知県道・三重県道168号立田長島インター線（あいちけんどう・みえけんどう168ごう たつたながしまインターせん）は、愛知県愛西市から三重県桑名市に至る一般県道である。

## 概要

### 路線データ
- 起点：愛知県愛西市立田町
- 終点：三重県桑名市長島町小島

## 沿革
- 1995年（平成7年）4月1日：認定（愛知県）
  - 愛知県の県道番号168号には、それまで愛知県道168号小針入鹿新田岩倉線が指定されていた。

## 地理

### 通過する自治体
- 愛知県
  - 愛西市
- 三重県
  - 桑名市

## 交差する道路
- 愛知県道125号佐屋多度線（愛西市、立田大橋西交差点）
- 東名阪自動車道 長島インターチェンジ（桑名市）
- 三重県道7号水郷公園線（桑名市、長島IC前交差点）
- 三重県道117号多度長島線（桑名市、長島IC前交差点）